# 祖比里耶
36°04′N 2°54′E / 36.067°N 2.900°E

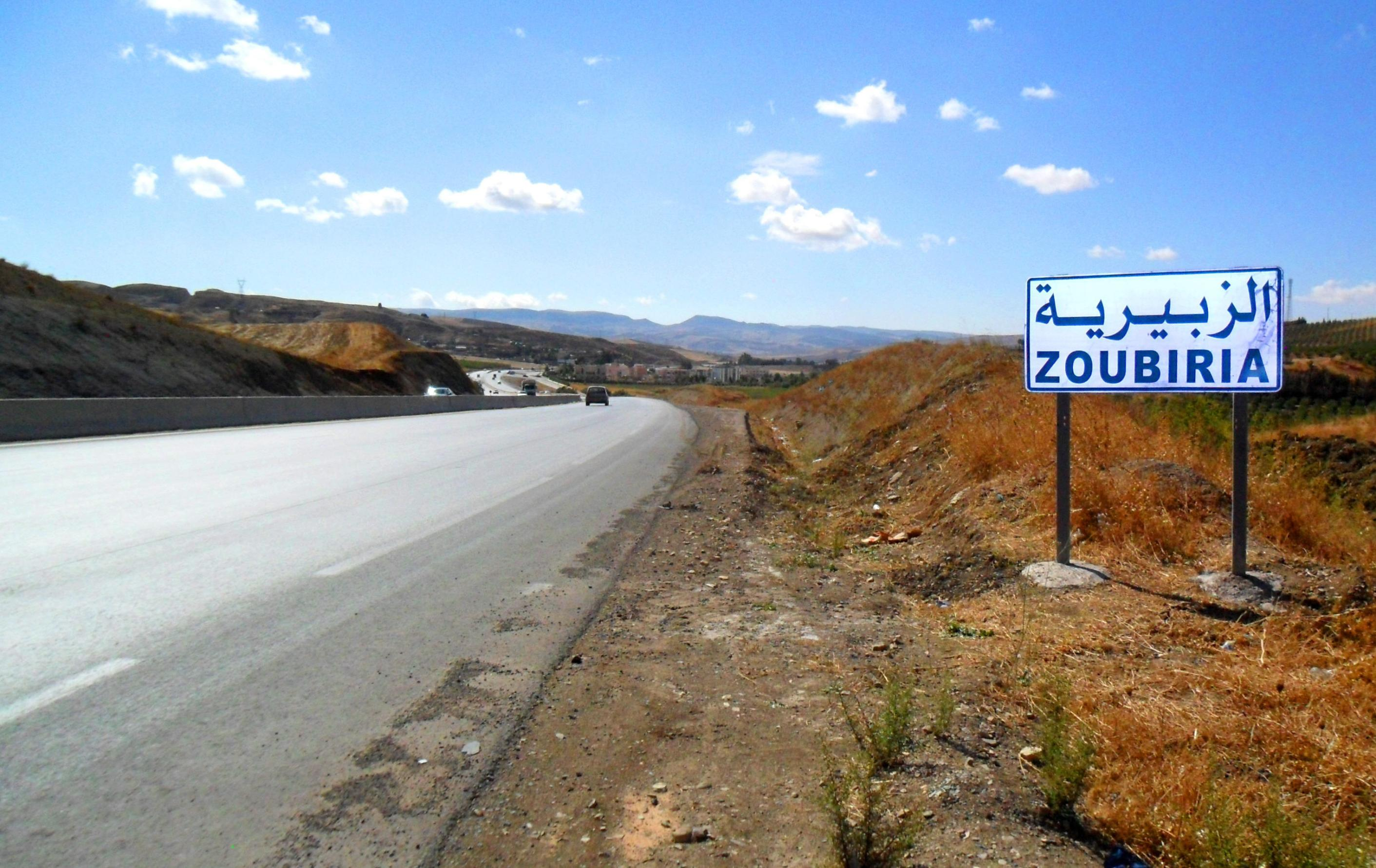

祖比里耶（阿拉伯语：‎），是阿爾及利亞的城鎮，位於該國北部麥迪亞省，由塞格萬區負責管轄，面積207平方公里，海拔高度737米，2008年人口9,236，人口密度每平方公里45人。